# Агбия
Агбия — древний город и епархия в римской провинции Африка. В настоящее время это католический титулярный престол.

## История
Агбия располагалась на месте современной Айн-Хедии в Тунисе.
Здесь был епископ, который был суффраганом архиепископа Карфагенского.

## Епархия
Епархия была номинально возрождена в 1916 году в качестве титульного престола самого низкого ранга и имеет несколько почти последовательных должностных лиц, но претерпелf изменения в названии престола в разное время: Агае > (1925) > Ага > (1933) Агбия
- Мишель Годлевски (впоследствии архиепископ) (1916.10.21 – 1949.01.14)
- Инасио Жуан Даль Монте (1949.03.15 – 1952.05.21)
- Альфонсо Заплана Беллица (1952.07.14 – 1957.12.17)
- Бартоломью Ким Хен Бэ (김현배 바르톨로메오) (1957.01.26-1960.04.30)
- Лео Лемей (1960.06.14 – 1966.11.15)
- Антониу Валенте да Фонсека (1967.01.10 – 1971.01.27)
- Якоб Майр (1971.03.12 – 2010.09.19)
- Педро Кунья Крус (51) (2010.11.24 – 2015.05.20)
- Урия Эшли (2015.06.25 – ...), ауксилиарий Панамы